# 印度鼠蚤
印度鼠蚤（學名：Xenopsylla cheopis），又叫印鼠客蚤，是客蚤属的一種跳蚤，長約0.1英寸（2.5），寄生在嚙齒動物（特別是鼠属生物）身上，喜好20—25 °C（68—77 °F）之間的乾燥環境，壽命約一年。它是鼠疫和鼠型斑疹伤寒的最初攜帶者。

## 命名
它在1903年由查尔斯·罗斯柴尔德和卡爾·喬丹發現於埃及，種加詞來自吉薩金字塔的別稱“基奥普斯金字塔”（Cheops pyramids）。

## 攜帶病菌及寄生蟲
印度鼠蚤攜帶有Yersinia pestis、Rickettsia typhi以及Hymenolepis diminuta、Hymenolepis nana。

## 外部連接
- . Animal Diversity Web.   [3 September 2016]. （原始内容存档于2011-05-21）.